# Arcuphantes hikosanensis
Arcuphantes hikosanensis là một loài nhện trong họ Linyphiidae.
Loài này thuộc chi Arcuphantes. Arcuphantes hikosanensis được Kendo Saito miêu tả năm 1992.